# 熊本県道37号熊本菊鹿線
熊本県道37号熊本菊鹿線（くまもとけんどう37ごう くまもときくかせん）は、熊本県熊本市中央区から山鹿市に至る県道（主要地方道）である。

## 概要
熊本市中央区から山鹿市菊鹿町宮原に至る。全線を通して進路変更が多く、一部に急勾配や急カーブ、道幅の狭い区間がある。

### 路線データ
- 起点：熊本県熊本市中央区薬園町（薬園町交差点、熊本県道337号熊本菊陽線交点）
- 終点：熊本県山鹿市菊鹿町宮原（熊本県道18号菊池鹿北線交点）

## 歴史
- 1993年（平成5年）5月11日 - 建設省から、県道熊本菊鹿線が熊本菊鹿線として主要地方道に指定される[1]。

## 路線状況

### 重複区間
- 国道3号・国道208号（熊本市北区室園町・室園交差点 - 熊本市北区清水本町）
- 熊本県道49号熊本大津線・熊本県道231号託麻北部線（熊本市北区八景水谷1丁目 - 合志市須屋・合志市須屋交差点）
- 国道387号（熊本市北区鶴羽田1丁目・鶴羽田北交差点 - 合志市須屋・合志市須屋交差点）
- 熊本県道329号原植木線（菊池市泗水町南田島 - 菊池市泗水町田島）
- 熊本県道138号辛川鹿本線（菊池市七城町林原）
- 熊本県道53号植木インター菊池線（菊池市七城町林原 - 菊池市七城町高島）

### 道路施設

#### 橋梁
- 塩浸橋（上生川、合志市）
- 高島橋（菊池川、菊池市）
- 高田橋（迫間川、菊池市）

## 地理

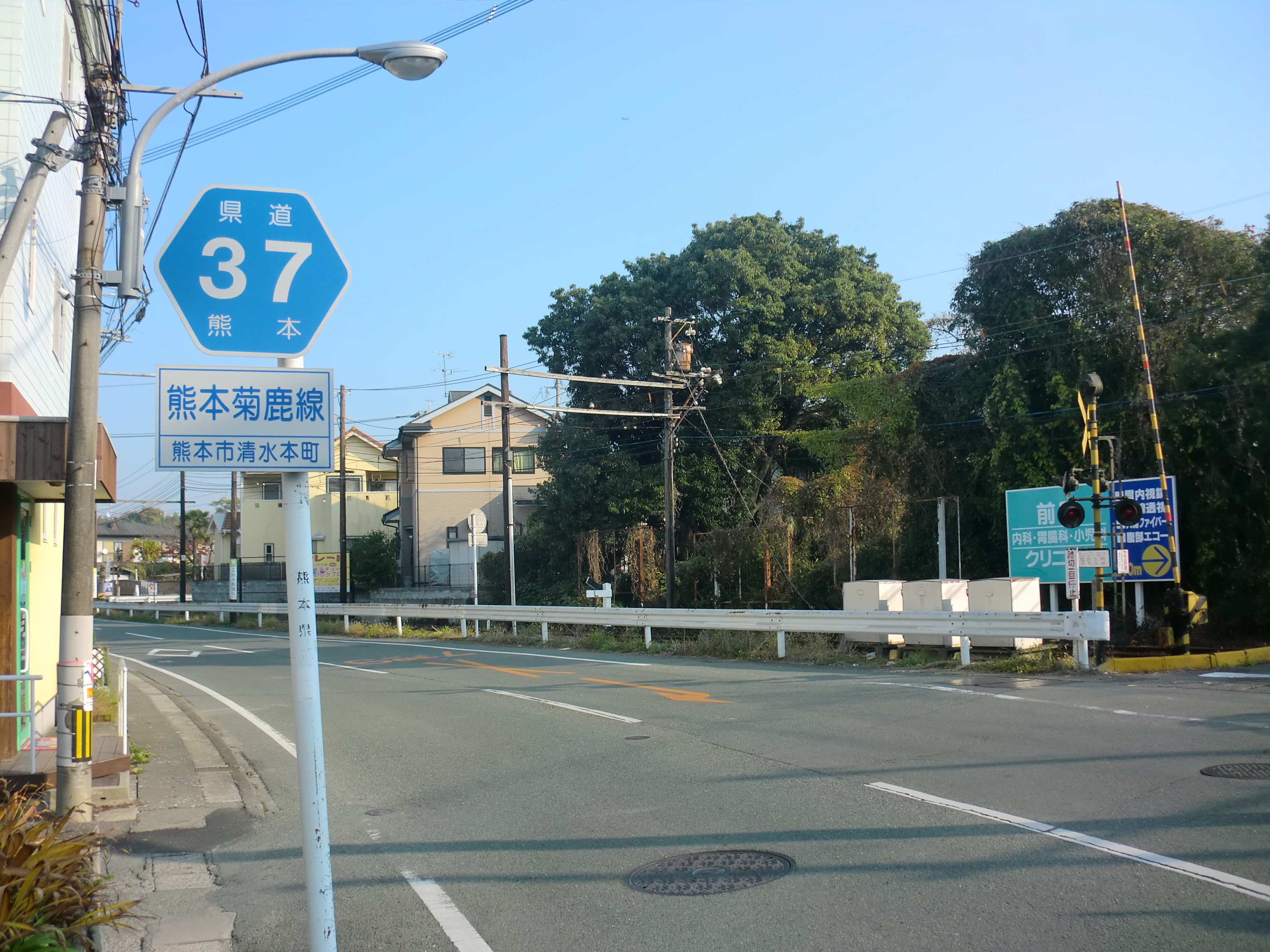
熊本県道37号熊本菊鹿線（熊本市北区）

### 通過する自治体
- 熊本市（中央区 - 北区）
- 合志市
- 熊本市（北区）
- 合志市
- 菊池市
- 山鹿市

### 交差する道路
| 交差する道路                                                                     | 市町村名 | 市町村名 | 交差する場所  | 交差する場所        |
| -------------------------------------------------------------------------------- | -------- | -------- | ------------- | ------------------- |
| 熊本県道337号熊本菊陽線                                                          | 熊本市   | 中央区   | 薬園町        | 薬園町交差点 / 起点 |
| 国道3号 重複区間起点 国道208号 重複区間起点                                      | 熊本市   | 北区     | 室園町        | 室園交差点          |
| 国道3号 重複区間終点 国道208号 重複区間終点                                      | 熊本市   | 北区     | 清水本町      |                     |
| 熊本県道49号熊本大津線 重複区間起点 熊本県道231号託麻北部線 重複区間起点         | 熊本市   | 北区     | 八景水谷1丁目 |                     |
| 熊本県道49号熊本大津線 重複区間終点 熊本県道231号託麻北部線 重複区間終点         | 合志市   | 合志市   | 須屋          | 合志市須屋交差点    |
| 国道387号 重複区間起点                                                           | 熊本市   | 北区     | 鶴羽田1丁目   | 鶴羽田北交差点      |
| 国道3号 / 熊本北バイパス                                                         | 熊本市   | 北区     | 鶴羽田1丁目   | 須屋高架橋交差点    |
| 国道3号 / 熊本北バイパス                                                         | 合志市   | 合志市   | 須屋          | 須屋高架橋交差点    |
| 国道387号 重複区間終点                                                           | 合志市   | 合志市   | 須屋          | 合志市須屋交差点    |
| 熊本県道30号大津植木線                                                           | 合志市   | 合志市   | 野々島        |                     |
| 熊本県道329号原植木線 重複区間起点                                               | 菊池市   | 菊池市   | 泗水町南田島  |                     |
| 熊本県道329号原植木線 重複区間終点                                               | 菊池市   | 菊池市   | 泗水町田島    |                     |
| 菊池広域農道 / 菊池グリーンロード                                                | 菊池市   | 菊池市   | 七城町林原    |                     |
| 熊本県道138号辛川鹿本線 重複区間起点                                             | 菊池市   | 菊池市   | 七城町林原    |                     |
| 熊本県道53号植木インター菊池線 重複区間起点 熊本県道138号辛川鹿本線 重複区間終点 | 菊池市   | 菊池市   | 七城町林原    |                     |
| 熊本県道53号植木インター菊池線 重複区間終点                                      | 菊池市   | 菊池市   | 七城町高島    |                     |
| 国道325号 国道443号 重複                                                         | 菊池市   | 菊池市   | 七城町台      |                     |
| 熊本県道196号鹿本松尾線                                                          | 山鹿市   | 山鹿市   | 菊鹿町木野    |                     |
| 熊本県道18号菊池鹿北線                                                           | 山鹿市   | 山鹿市   | 菊鹿町宮原    | 終点                |

### 交差する鉄道
- 熊本電気鉄道菊池線

### 沿線
- 熊本市立黒髪小学校
- 熊本県立済々黌高等学校
- ルーテル学院中学校・高等学校
- 九州ルーテル学院大学
- 熊本市立清水小学校
- 熊本電気鉄道菊池線
  - 北熊本駅 - 亀井駅 - 八景水谷駅 - 堀川駅 - 新須屋駅
- 堀川
- 熊本市北区役所清水総合出張所
- 八景水谷公園
- 妙泉寺公園
- 菊池市立泗水西小学校
- 田島郵便局
- 七城温泉ドーム
- 山鹿市菊鹿総合支所
- 道の駅水辺プラザかもと
- 山鹿市立菊鹿小学校